# Лыко
Лы́ко — луб молодой липы и некоторых других лиственных деревьев (вяза, ивы). Применяется для плетения лаптей. Из луба более старых деревьев заготавливают мочало, идущее на изготовление грубых изделий — рогожи, канатов, решёт.

## История
Первые упоминания о лыке в русских источниках относятся к XII—XIII вв. В частности, летопись под 1205 годом называет лыко одним из предметов дани:

Русские князи бишася съ Литвою и Ятвяги, и победиша ихъ, уставиша на нихъ дань, лыко и кошницы и веники до бани.
— А. Курбатов. Русь нелапотная (журнал «Родина», № 6, 2001).
Плетёная обувь из лыка издавна была известна у восточных и западных славян, у народов Прибалтики, у финно-угорских народов и в прибрежных районах Швеции. До XV века снаряжение русских войск включало в себя кольчуги из дубового лыка и лыковые щиты. Из того же материала в России «плели корзины, короба, кули, туеса и даже кресла и столы». Однако чаще всего лыко использовали в производстве лаптей. Ещё в XVIII веке этот вид обуви был популярен не только среди крестьян, но и среди горожан. Вплоть до второй половины следующего столетия лыковые лапти оставались основной обувью в сёлах и деревнях чернозёмных губерний.
Производством обуви из лыка занимались целые поселения и даже регионы. Среди них — село Смирново в Нижегородской губернии, где делались знаменитые «смирновские лапти»; село Семёновское (близ Кинешмы); село Мыть Шуйского уезда (Владимирская губерния). Тамбовские мастера снабжали лыковой обувью «всю Россию, включая сюда и Красную армию…».
Исследователи традиционно рассматривали лыковые лапти в качестве атрибута крестьянского быта, своеобразного свидетельства «бедности древнерусского крестьянства». Согласно альтернативной точке зрения, обувь из лыка примерно до XVI века не имела столь значительного распространения, в сравнении с обувью кожаной, и использовалась преимущественно во время сельскохозяйственных работ (в поле, в лесу и т. д.). В дальнейшем, с ростом цен на кожу, лапти стали вытеснять сапоги из повседневного обихода крестьян.

## Получение и применение

### Добыча и предварительная обработка лыка

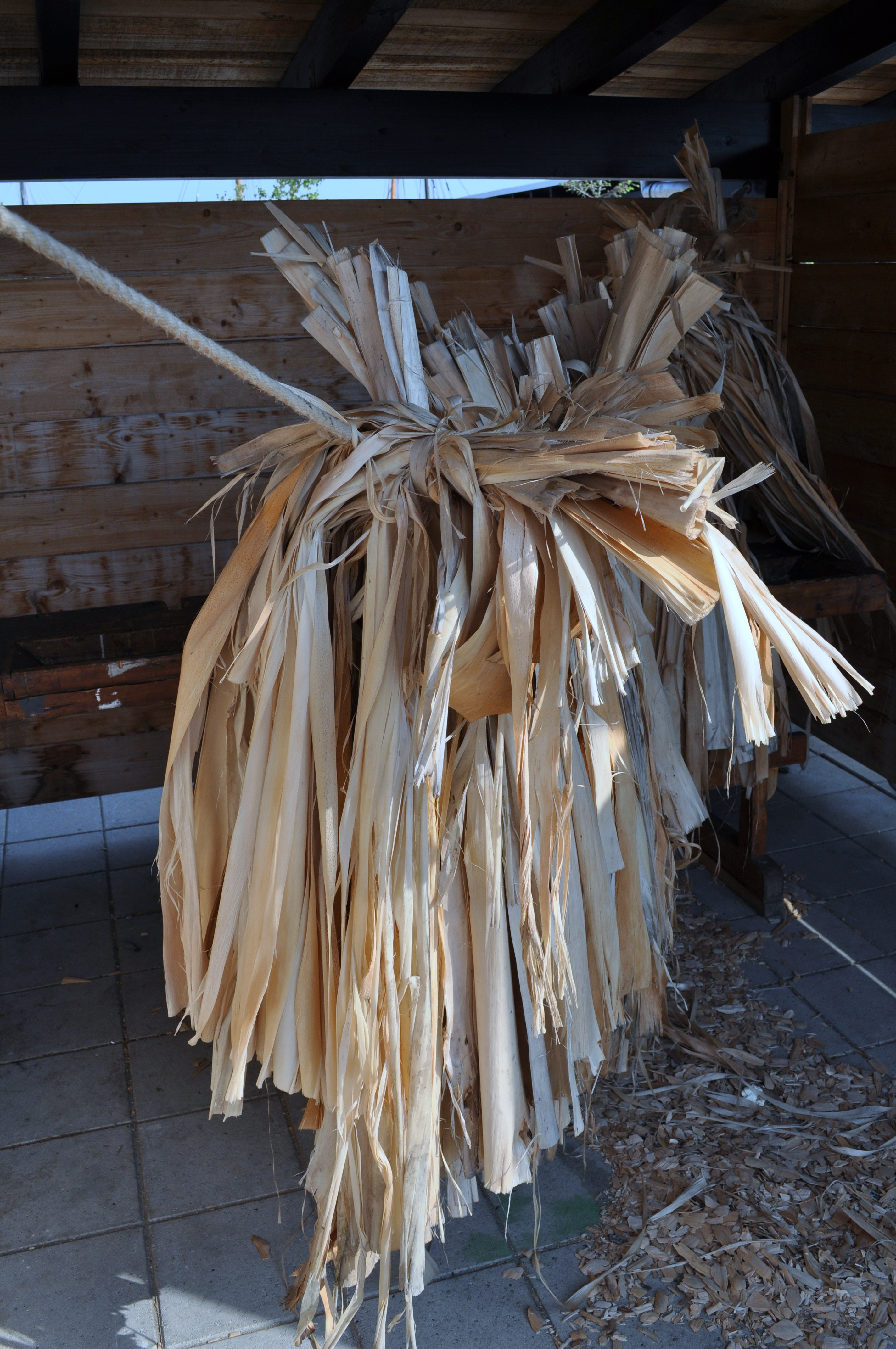
Лыко, подготовленное к дальнейшему использованию

Тамбовские крестьяне заготавливали лыко весной: в эту пору «в лесу срубались молодые деревья, называемые лутошками. Обрубив ветви срубленного деревца, начинали драть лыко, имеющее вид полосок…». На Севере России сырьё для плетения принято было заготавливать «от Благовещенья до Троицы, поскольку в это время кора ещё мягкая». Внутреннюю часть коры, снятой с липы, подвергали особой обработке. К примеру, у мордвы лыко размачивали в воде для придания материалу необходимой гибкости.
В Северной и Центральной России у мастеров-лапотников существовали определённые «нормативы», связанные с обучением ремеслу, с началом и завершением работ, со сроками заготовки лыка. Один из владимирских крестьян так описывал процесс передачи навыков от поколения к поколению: «Мой отец брата лет с шести учил… Сначала за лыком ходить, потом размачивать, там уж и плести».

### Изготовление обуви и других предметов обихода

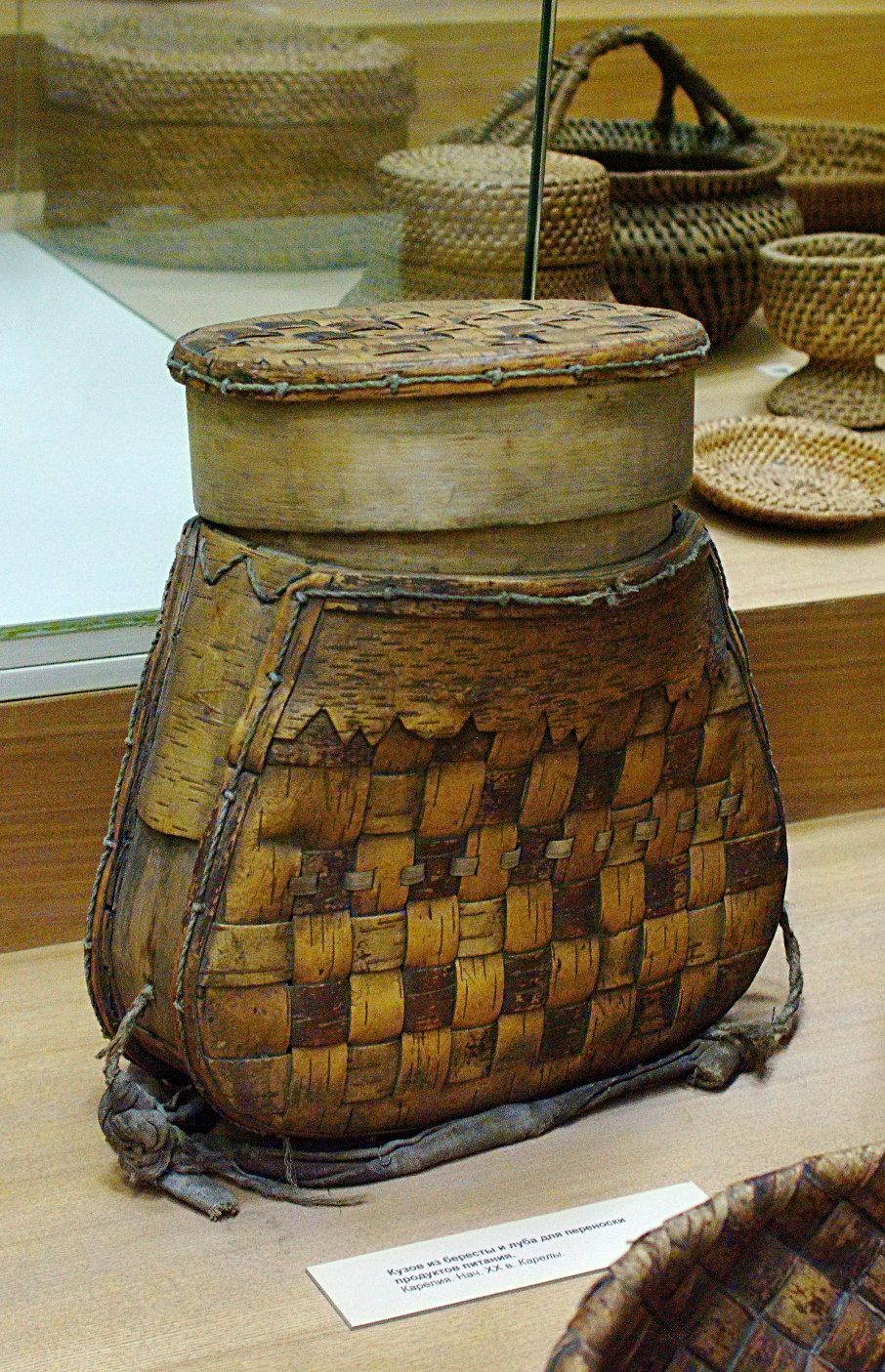
Кузов из берёсты и луба, начало XX века

Один из исследователей так описывает свойства лыка и технику плетения лаптей у мордвы:

Лыко, размоченное в воде, не ломалось, могло сгибаться в любую сторону. Поэтому для изготовления обуви была изобретена наиболее приемлемая техника косоугольного плетения, которая давала большую плотность и четкое оформление очертаний разных изделий. С помощью кочедыка добавлялось несколько слоёв лыка на подошву, что повышало прочность и увеличивало срок носки лаптей.— Т. А. Козлова. Освещение промысловых и ремесленных занятий в устно-поэтическом творчестве мордовского народа… — С. 334
Для изготовления «двухпяточных» лаптей, или «семилычек», использовали тщательно очищенное лыко. Такие лапти определённое время выдерживали на солнце, после чего «лицевая сторона лычек становилась тёмно-коричневой».
Примечательно, что лапти получали своё название в зависимости от породы дерева, с которого снимали лыко. Так, из коры ракиты делали «верзни», из тала — «шелюжники». Из лыка молодого дуба плели «дурачи», из лыка берёзы и вяза — «берёзовики» и «вязовики». Впрочем, самые прочные лапти изготавливали из луба молодой липы. При этом толщина дерева не должна была превышать полутора вершков.
Из лыка делали не только обувь, но и другие предметы домашнего обихода. Так, в быту мордвы одним из основных элементов утвари был «плетёный из лыка кошель». Последний имел вид четырёхугольного ящика, составленного из двух половинок. Такой кошель создавался посредством «косоугольного плетения», при помощи углов и граней. С противоположных сторон обеих частей «ящика» крепились «четыре лычные петельки», в которые продевали ремешок или бечёвку.

## Образ в фольклоре
В марийском фольклоре герои добывают лыко для изготовления корзин и лаптей.
Липовая кора была традиционным источником сырья для плетения обуви и у мордвы. Косвенное подтверждение этому находим в эрзянской сказке «Недоплетённый лапоть»: «Пора было взяться Ивану за работу, а обуваться не во что. Отправился Иван в лес, надрал лыка, пришёл домой и начал плести лапти».
В русском языке немало пословиц и поговорок связано с плетением из лыка («Не лыком шит», «Лыка не вяжет» и др.). Выражение «Не всякое лыко в строку» происходит от лапотников: настоящий мастер знал, «какое лыко в какую строку, то есть в какой ряд вплести».